# Ludwik Wilhelm Wittelsbach
Ludwik Wilhelm Wittelsbach (niem. Ludwig Wilhelm; ur. 21 czerwca 1831 w Monachium, zm. 6 listopada 1920 w Monachium) – książę w Bawarii. Był pierworodnym synem Maksymiliana Bawarskiego oraz jego żony, Ludwiki Wilhelminy Wittelsbach. Był najstarszym bratem cesarzowej Austrii, Elżbiety, zwanej Sisi.
Dwukrotnie żonaty. Z pierwszą żoną, Henriette Mendel, miał dwoje dzieci – Marię (1858–1940) i Karla Emanuela (1859). Z drugą żoną, Barbarą Antonie Barth, nie miał dzieci.

## Życiorys

### Rodzina
Urodził się 21 czerwca 1831 roku w Monachium jako pierworodne dziecko księcia w Bawarii, Maksymiliana Bawarskiego, oraz jego żony, Ludwiki Wilhelminy Wittelsbach. Jego ojciec wywodził się z młodszej linii książęcej Wittelsbachów, był księciem Bawarii i dopiero w 1845 roku otrzymał tytuł Jego Królewskiej Wysokości. Jego matka była córką króla Bawarii, Maksymiliana I. Małżonkowie nie darzyli się miłością. Dla Maksymiliana małżeństwo z Ludwiką było związkiem z rozsądku, dlatego dopuszczał się licznych zdrad. Miał dwie nieślubne córki, z którymi jadał śniadania w swych apartamentach. Miał także niecodzienne pomysły. W pałacu Wittelsbachów kazał wybudować cyrk, w którym występował jako klaun. Lubił grać na instrumentach, szczególnie na cytrze. Zagrał nawet na szczycie piramidy Cheopsa podczas jednej z podróży na Bliski Wschód. Na zamku w Possenhofen organizował spotkania poświęcone muzyce i literaturze, na których dyskutowano i śpiewano. Pasją Ludwiki było natomiast kolekcjonowanie zegarów i geografia. Rodzice nowo narodzonego księcia stanowili więc parę bardzo niedobraną.
Miał dziewięcioro rodzeństwa – Wilhelma Karola (1832–1833), Helenę (1834–1890), Elżbietę (1837–1898), Karola Teodora (1839–1909), Marię (1841–1925), Matyldę (1843–1925), Maksymiliana (1845), Zofię (1847–1897) i Maksymiliana Emanuela (1849–1910).

## Życie prywatne
Jako pierworodny syn miał prawo być spadkobiercą swego ojca. Zrzekł się jednak tego prawa, aby móc ożenić się z aktorką, Henriette Mendel. Po zawartym małżeństwie morganatycznym kobieta stała się baronową von Wallersee. Ludwik Wilhelm miał z żoną dwoje dzieci – Marię (1858–1940) i Karla Emanuela (1859). Po śmierci Henriette, która miała miejsce w 1891 roku, ożenił się ponownie. Jego wybranką została aktorka, Barbara Antonie Barth. Małżeństwo to zakończyło się rozwodem w 1913 roku – po tym, gdy okazało się, że kobieta urodziła nieślubne dziecko.
Ludwik Wilhelm zmarł 6 listopada 1920 roku w Monachium. Spośród rodzeństwa przeżyły go tylko dwie siostry – Maria (1841–1925) i Matylda (1843–1925).

## Genealogia
| Prapradziadkowie                       | Jan Wittelsbach (Pfalz-Gelnhausen) (1698-1780) ∞1743 Zofia Charlotta Salm-Dhaun (1719-1770)                 | Fryderyk Michał Wittelsbach (Pfalz-Birkenfeld) (1724-1767) ∞1746 Maria Franciszka Wittelsbach (Pfalz-Sulzbach) (1724-1794) | Karol Arenberg ∞ Luiza Małgorzata de la Marck-Schleiden                                                     | Ludwik Józef de Maill ∞ Adelajda Julia d’Hautefort                                                          | Christian III Wittelsbach (Pfalz-Zweibrücken) (1674-1735) ∞1719 Karolina Nassau-Saarbrücken (1704–1774)                    | Józef Karol Wittelsbach (Pfalz-Sulzbach) (1694-1729) ∞1717 Elżbieta Augusta Wittelsbach (1693-1728)                        | wielki książę Badenii Karol Fryderyk Badeński (1728-1811) ∞1751 Karoline Luise Hessen-Darmstadt(1723-1783)  | landgraf Hesji-Darmstadt Ludwik IX (1719-1790) 1741 Karolina Wittelsbach (Pfalz-Zweibrücken)                |
| Pradziadkowie                          | książę w Bawarii Wilhelm Wittelsbach (1752-1837) ∞1780 Anna Maria Wittelsbach (1753-1824)                   | książę w Bawarii Wilhelm Wittelsbach (1752-1837) ∞1780 Anna Maria Wittelsbach (1753-1824)                                  | Ludwik Maria Arenberg (1757-1795) ∞ Anna de Mailly-Nesle (1766-1789)                                        | Ludwik Maria Arenberg (1757-1795) ∞ Anna de Mailly-Nesle (1766-1789)                                        | Fryderyk Michał Wittelsbach (Pfalz-Birkenfeld) (1724-1767) ∞1746 Maria Franciszka Wittelsbach (Pfalz-Sulzbach) (1724-1794) | Fryderyk Michał Wittelsbach (Pfalz-Birkenfeld) (1724-1767) ∞1746 Maria Franciszka Wittelsbach (Pfalz-Sulzbach) (1724-1794) | Karol Ludwik Badeński (1755–1801) ∞1775 Amalia Fryderyka Hessen-Darmstadt (1754-1832)                       | Karol Ludwik Badeński (1755–1801) ∞1775 Amalia Fryderyka Hessen-Darmstadt (1754-1832)                       |
| Dziadkowie                             | książę w Bawarii Pius Wittelsbach (1786-1837) ∞1807 Amalia Luiza Arenberg (1789-1823)                       | książę w Bawarii Pius Wittelsbach (1786-1837) ∞1807 Amalia Luiza Arenberg (1789-1823)                                      | książę w Bawarii Pius Wittelsbach (1786-1837) ∞1807 Amalia Luiza Arenberg (1789-1823)                       | książę w Bawarii Pius Wittelsbach (1786-1837) ∞1807 Amalia Luiza Arenberg (1789-1823)                       | król Bawarii Maksymilian I Józef Wittelsbach (1756-1825) ∞1797 Karolina Fryderyka Badeńska (1776-1841)                     | król Bawarii Maksymilian I Józef Wittelsbach (1756-1825) ∞1797 Karolina Fryderyka Badeńska (1776-1841)                     | król Bawarii Maksymilian I Józef Wittelsbach (1756-1825) ∞1797 Karolina Fryderyka Badeńska (1776-1841)      | król Bawarii Maksymilian I Józef Wittelsbach (1756-1825) ∞1797 Karolina Fryderyka Badeńska (1776-1841)      |
| Rodzice                                | książę w Bawarii Maksymilian Józef Wittelsbach (1808-1888) ∞1828 Ludwika Wilhelmina Wittelsbach (1808-1892) | książę w Bawarii Maksymilian Józef Wittelsbach (1808-1888) ∞1828 Ludwika Wilhelmina Wittelsbach (1808-1892)                | książę w Bawarii Maksymilian Józef Wittelsbach (1808-1888) ∞1828 Ludwika Wilhelmina Wittelsbach (1808-1892) | książę w Bawarii Maksymilian Józef Wittelsbach (1808-1888) ∞1828 Ludwika Wilhelmina Wittelsbach (1808-1892) | książę w Bawarii Maksymilian Józef Wittelsbach (1808-1888) ∞1828 Ludwika Wilhelmina Wittelsbach (1808-1892)                | książę w Bawarii Maksymilian Józef Wittelsbach (1808-1888) ∞1828 Ludwika Wilhelmina Wittelsbach (1808-1892)                | książę w Bawarii Maksymilian Józef Wittelsbach (1808-1888) ∞1828 Ludwika Wilhelmina Wittelsbach (1808-1892) | książę w Bawarii Maksymilian Józef Wittelsbach (1808-1888) ∞1828 Ludwika Wilhelmina Wittelsbach (1808-1892) |
| Ludwik Wilhelm Wittelsbach (1831-1920) | | | | | | | | |